# پاول اشمیت
پاول اشمیت (انگلیسی: Pavel Schmidt؛ ۹ فوریه ۱۹۳۰ – ۱۴ اوت ۲۰۰۱) قایقران روئینگ اهل چکسلواکی بود.
وی در مسابقات کشوری و بین‌المللی در مجموع برندهٔ ۱ مدال طلا، ۱ مدال نقره، ۱ مدال برنز شده‌است.